# 2583 Fatyanov

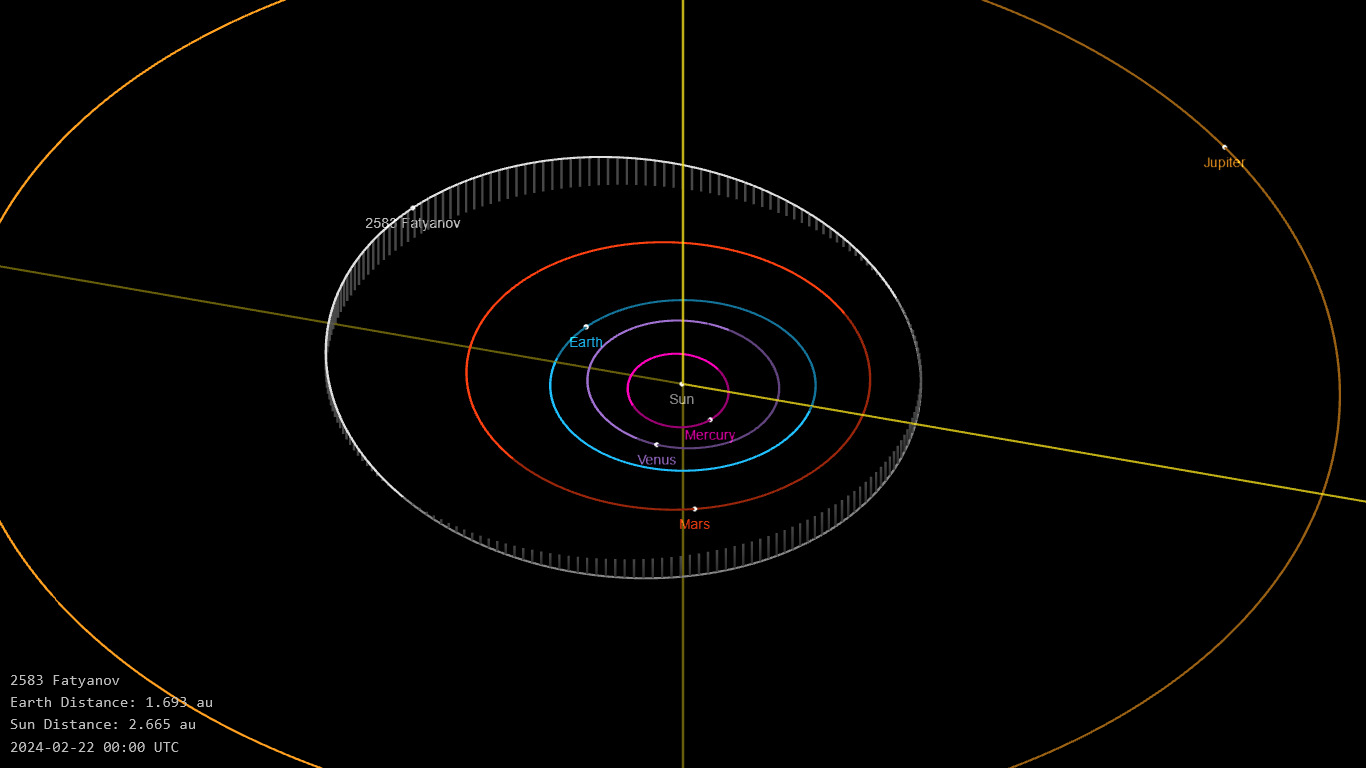

2583 Fatyanov è un asteroide della fascia principale. Scoperto nel 1975, presenta un'orbita caratterizzata da un semiasse maggiore pari a 2,2517465 UA e da un'eccentricità di 0,2101445, inclinata di 6,88463° rispetto all'eclittica.
L'asteroide è dedicato al poeta sovietico Aleksej Ivanovich Fat'yanov.